# Olios
Olios là một chi nhện trong họ Sparassidae.

## Hình ảnh

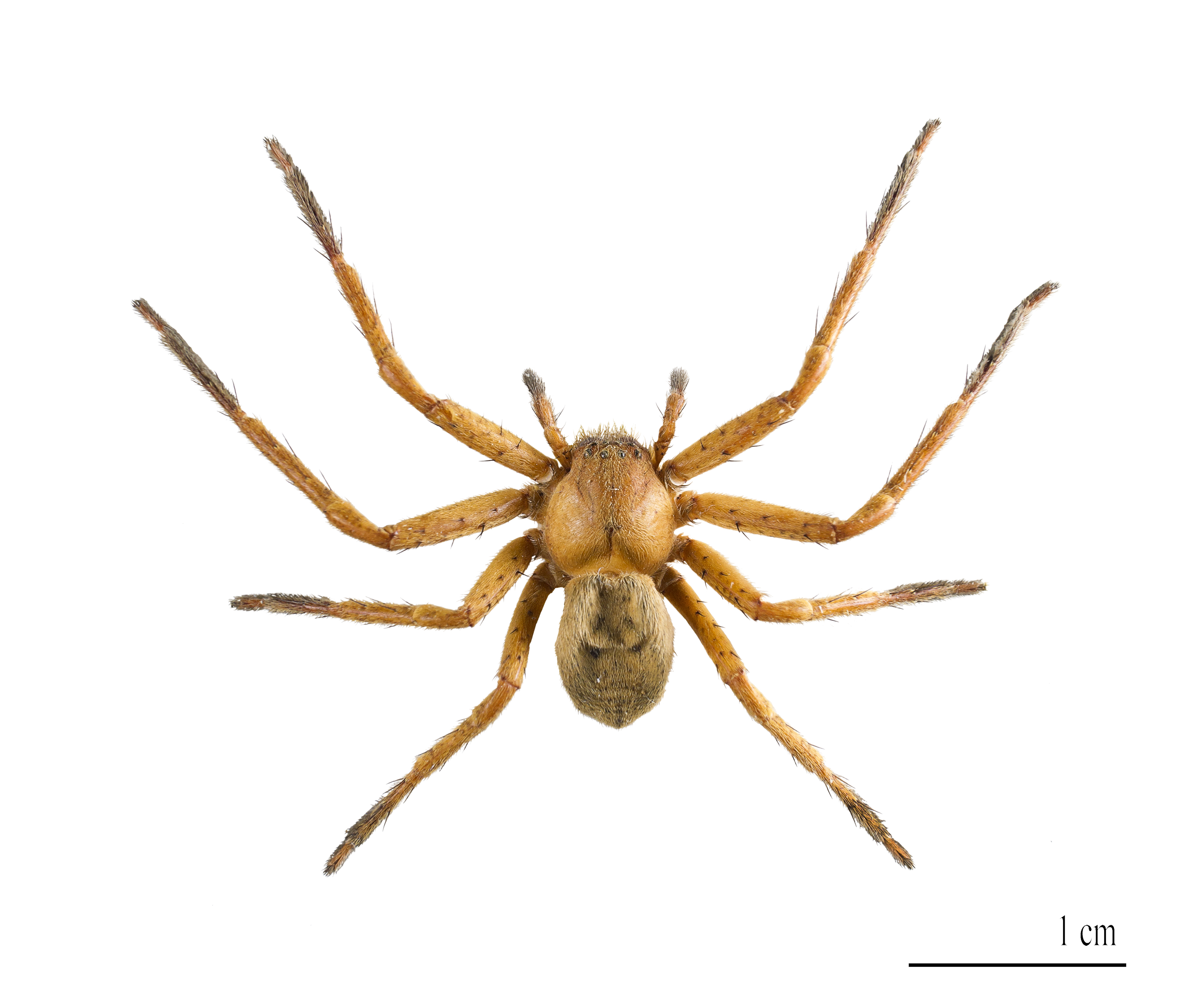

- Tập tin:The Green Crab Spider (Olios milleti).JPG